# Llista dels 72 noms inscrits a la Torre Eiffel

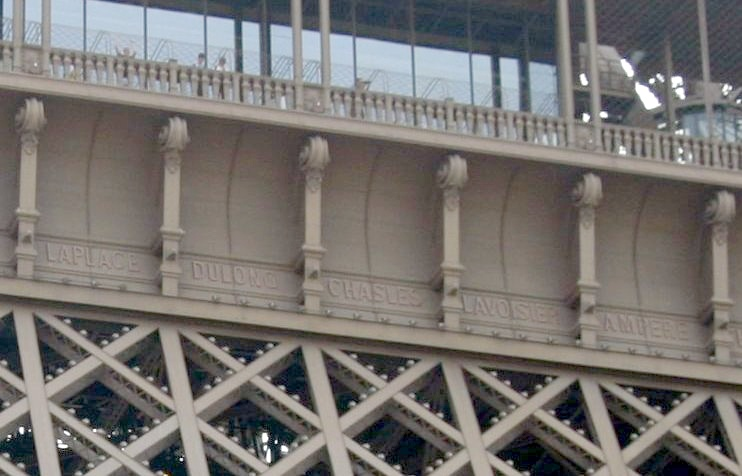
Alguns noms inscrits de la cara nord-oest: Laplace, Dulong, Chasles, Lavoisier i Ampère

A la Torre Eiffel hi ha inscrits 72 noms de científics. Gustave Eiffel va fer gravar en letres d'or aquests noms de científics dels segles xviii i xix, enginyers o industrials que van honorar França entre 1789 a 1889.
Les lletres són en relleu i mesuren 60 cm i es troben a la perifèria del primer pis de la torre. Van ser restaurats 1986 i 1987 per la Société d'exploitation de la tour Eiffel (SETE).
Es coneixen poques dades sobre la manera com van ser escollits. En canvi se sap que es va desistir de posar-hi alguns científics de nom massa llarg: Charles i Henri Sainte-Claire Deville, Jean-Baptiste Boussingault, Henri Milne-Edwards i Jean Louis Armand de Quatrefages de Bréau.
Només apareix el cognom.
les quatre cares de la torre amb inscripcions són la cara que dona als Jardins Trocadéro, la cara a Grenelle, la cara a l'École Militaire i la cara a La Bourdonnais

## Llista alfabètica
| Nom inscrit  | Ofici                   | Cara            | ordre |
| ------------ | ----------------------- | --------------- | ----- |
| AMPERE       | Matemàtic i físic       | Trocadéro       | 13    |
| ARAGO        | Astrònom i físic        | École militaire | 52    |
| BARRAL       | Agrònom, químic, físic  | Grenelle        | 25    |
| BECQUEREL    | Físic                   | Grenelle        | 30    |
| BELANGER     | Matemàtic               | Trocadéro       | 7     |
| BELGRAND     | Enginyer                | École militaire | 38    |
| BERTHIER     | Mineralòleg             | Grenelle        | 24    |
| BICHAT       | Anatomista i fisiòleg   | Paris           | 68    |
| BORDA        | Matemàtic               | Paris           | 66    |
| BREGUET      | Físic i constructor     | Paris           | 62    |
| BRESSE       | Matemàtic               | Trocadéro       | 5     |
| BROCA        | Cirurgià                | Grenelle        | 29    |
| CAIL         | Industrial              | Grenelle        | 32    |
| CARNOT       | Matemàtic               | Paris           | 71    |
| CAUCHY       | Matemàtic               | École militaire | 37    |
| CHAPTAL      | Agrònom i químic        | Trocadéro       | 18    |
| CHASLES      | Geòmetra                | Trocadéro       | 11    |
| CHEVREUL     | Químic                  | Trocadéro       | 14    |
| CLAPEYRON    | Enginyer                | Paris           | 65    |
| COMBES       | Enginyer i Metal·lúrgic | École militaire | 50    |
| CORIOLIS     | Matemàtic               | Grenelle        | 31    |
| COULOMB      | Físic                   | École militaire | 44    |
| CUVIER       | Naturalista             | Trocadéro       | 8     |
| DAGUERRE     | Pintor i físic          | Paris           | 56    |
| DE DION      | Enginyer                | Grenelle        | 26    |
| DE PRONY     | Enginyer                | École militaire | 41    |
| DELAMBRE     | Astrònom                | Paris           | 60    |
| DELAUNAY     | Astrònom                | École militaire | 47    |
| DULONG       | Físic                   | Trocadéro       | 10    |
| DUMAS        | Químic                  | Paris           | 64    |
| EBELMEN      | Químic                  | École militaire | 43    |
| FIZEAU       | Físic                   | Grenelle        | 21    |
| FLACHAT      | Enginyer                | Trocadéro       | 15    |
| FOUCAULT     | Físic                   | École militaire | 46    |
| FOURIER      | Matemàtic               | Paris           | 67    |
| FRESNEL      | Físic                   | École militaire | 40    |
| GAY-LUSSAC   | Químic                  | Grenelle        | 20    |
| GIFFARD      | Mecànic i inventor      | Grenelle        | 34    |
| GOUIN        | Enginyer i Industrial   | Grenelle        | 27    |
| HAUY         | Mineralòleg             | École militaire | 49    |
| JAMIN        | Físic                   | Grenelle        | 19    |
| JOUSSELIN    | Enginyer                | Grenelle        | 28    |
| LAGRANGE     | Geòmetra                | Trocadéro       | 6     |
| LALANDE      | Astrònom                | Trocadéro       | 2     |
| LAME         | Geòmetra                | Paris           | 72    |
| LAPLACE      | Astrònom i matemàtic    | Trocadéro       | 9     |
| LAVOISIER    | Químic                  | Trocadéro       | 12    |
| LE CHATELIER | Enginyer                | Grenelle        | 23    |
| LE VERRIER   | Astrònom                | Paris           | 58    |
| LEGENDRE     | Matemàtic               | Trocadéro       | 17    |
| MALUS        | Físic                   | Paris           | 61    |
| MONGE        | Geòmetra                | École militaire | 54    |
| MORIN        | Matemàtic i físic       | École militaire | 48    |
| NAVIER       | Matemàtic               | Trocadéro       | 16    |
| PELOUZE      | Químic                  | Paris           | 70    |
| PERDONNET    | Enginyer                | Paris           | 59    |
| PERRIER      | Geògraf i matemàtic     | Grenelle        | 35    |
| PETIET       | Enginyer                | Paris           | 55    |
| POINSOT      | Matemàtic               | École militaire | 45    |
| POISSON      | Matemàtic               | École militaire | 53    |
| POLONCEAU    | Enginyer                | Paris           | 63    |
| PONCELET     | Geòmetra                | Trocadéro       | 4     |
| REGNAULT     | Químic i físic          | École militaire | 39    |
| SAUVAGE      | Mecànic                 | Paris           | 69    |
| SCHNEIDER    | Industrial              | Grenelle        | 22    |
| SEGUIN       | Mecànic                 | Trocadéro       | 1     |
| STURM        | Matemàtic               | Grenelle        | 36    |
| THENARD      | Químic                  | École militaire | 51    |
| TRESCA       | Enginyer i mecànic      | Trocadéro       | 3     |
| TRIGER       | Enginyer                | Grenelle        | 33    |
| VICAT        | Enginyer                | École militaire | 42    |
| WURTZ        | Químic                  | Paris           | 57    |